# Vagdavercustis

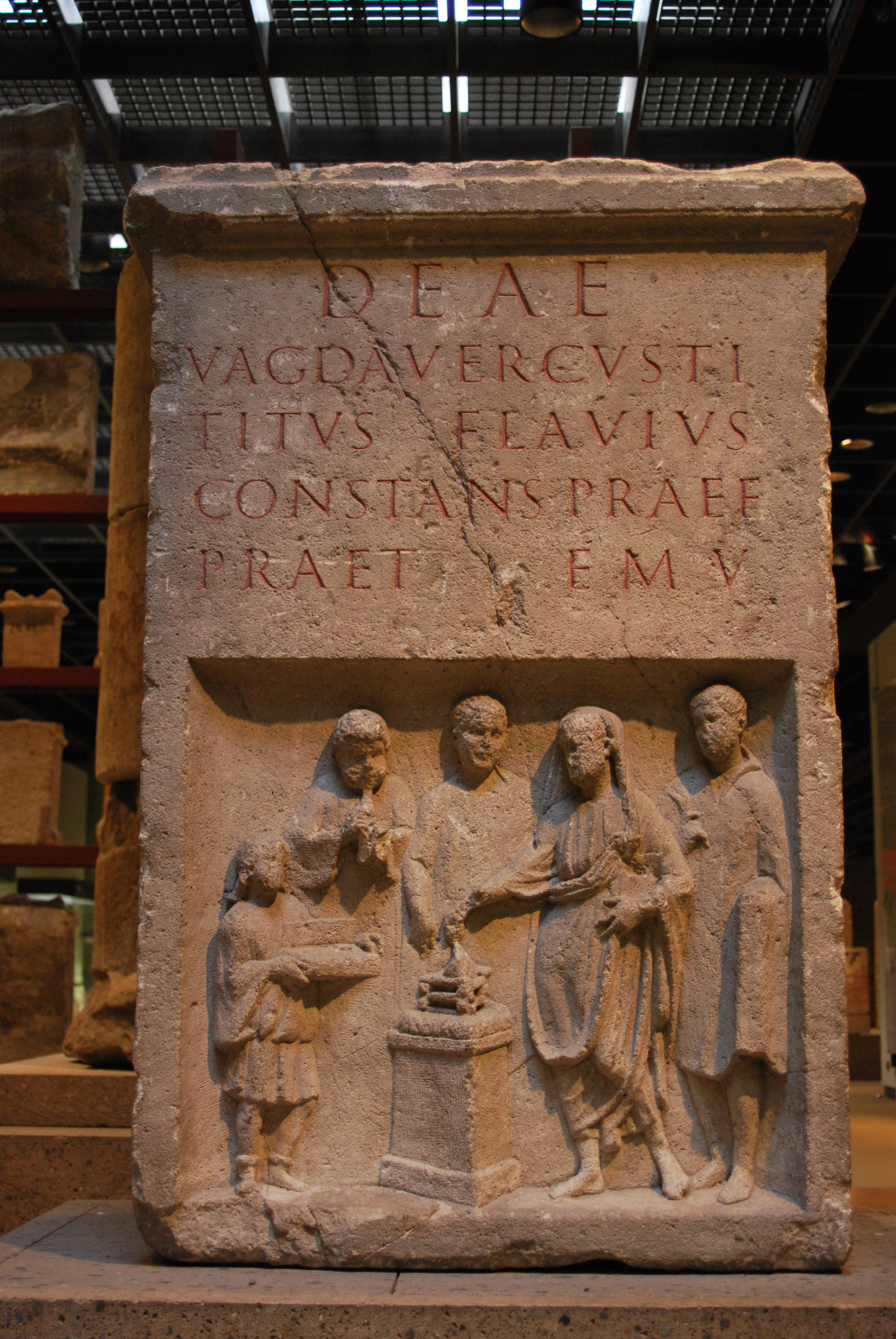
Altare di T. Flavius Constans da Colonia.

Vagdavercustis era una divinità femminile adorata da popoli germanici nei primi secoli dell'era volgare.

## Descrizione
Vagdavercustis è nota per un'iscrizione a lei dedicata ritrovata su un altare a Colonia, in Germania. La pietra è stata datata attorno al II secolo ed è oggi esposta presso un museo di Colonia.
L'iscrizione si trova sulla facciata anteriore dell'altare, sopra una scena incisa raffigurante cinque persone nell'atto di fare un sacrificio rituale. L'iscrizione recita:
Deae
Vagdavercusti
Titus Flavius
Constans Praef
Praet EMV
In italiano diventa:
La dea /
Vagdavercustis /
[dedicata da] Tito Flavio /
Constans (o Constantius, ovvero Costanzo?), Prefetto /
dei Pretoriani, a sua distinta memoria
Nonostante l'altare gli fosse stato dedicato da un romano,come anche romano appare il rituale con l'officiante con il capo velato, Vagdavercustis era più probabilmente una divinità originariamente germanica o celtica, che aveva probabili legami con alberi o boschi. Esiste qualche prova sul fatto che Vagdavercustis fosse venerata dai Batavi (una tribu' germanica che secondo Tacito abitarono il delta del Reno, nell'area che attualmente si trova nei Paesi Bassi) tra Paesi Bassi e Colonia. Può venire associata a Virtus, la dea romana del coraggio e del valore militare.